# Ancylometes jau
Ancylometes jau is een spinnensoort in de taxonomische indeling van de kamspinnen (Ctenidae).
Het dier behoort tot het geslacht Ancylometes. De wetenschappelijke naam van de soort werd voor het eerst geldig gepubliceerd in 2000 door Höfer & Antonio D. Brescovit.